# Zaira rufopygata
Zaira rufopygata là một loài ruồi trong họ Tachinidae.